# Damien Broothaerts
Damien Broothaerts (Ukkel, 13 maart 1983) is een Belgische atleet, die is gespecialiseerd in het hordelopen. Hij werd meervoudig Belgisch kampioen in deze discipline. Hij vertegenwoordigde België op verschillende internationale wedstrijden. Ook is hij een sterk atleet op de sprint, getuige zijn nationale titels op de 60 en 100 m.

## Biografie
Zijn eerste succes bij de senioren behaalde Broothaerts in 2003 door bij de Belgische kampioenschappen het onderdeel 110 m horden te winnen. Het jaar erop prolongeerde hij deze titel. In 2005 en 2009 kon hij eveneens de nationale indoortitel op de 60 m horden op zijn palmares bijschrijven.
Bij de Europese indoorkampioenschappen van 2009 in Turijn plaatste hij zich voor de finale, waar hij een zevende plaats behaalde in 7,74 s. Hiermee finishte hij slechts drie honderdsten boven zijn persoonlijk record. De Fransman Ladji Doucouré won in 7,55, voor de Nederlander Gregory Sedoc (zilver; 7,55) en de Tsjech Petr Svoboda (brons; 7,61).
Later dat jaar nam Broothaerts deel aan de wereldkampioenschappen in Berlijn. Hierbij sneuvelde hij in de series door zowat elke horde aan te tikken en met een tijd van 14,15 ver boven zijn persoonlijk record (13,62) te finishen.

## Dopingzaak
Op 23 augustus 2011, tijdens de Waalse estafettekampioenschappen, testte Broothaerts positief op het verboden middel "geranamine". Hij maakte bovendien fouten in zijn "whereabouts" door drie dopingcontroles te missen over een periode van achttien maanden. Voor deze laatste overtreding werd hij in oktober door de Antidopingcommissie van de "LBFA" voor twaalf maanden geschorst. Broothaerts ging in beroep en op 2 maart 2012 werd hij vrijgesproken.
De schorsing voor zijn positieve dopingplas begon te lopen op 24 oktober 2011, maar ook tegen deze uitspraak ging hij in beroep. Op 16 maart 2012 werd bekendgemaakt, dat de schorsing van twee jaar was teruggebracht naar zes maanden en aangezien de straf met terugwerkende kracht was opgelegd, betekende dit, dat de meervoudige Belgische hordenkampioen inmiddels weer aan wedstrijden mocht deelnemen.

## Belgische kampioenschappen
Outdoor
| Onderdeel    | Jaar                         |
| ------------ | ---------------------------- |
| 100 m        | 2013                         |
| 110 m horden | 2003, 2004, 2010, 2014, 2016 |

Indoor
| Onderdeel   | Jaar                   |
| ----------- | ---------------------- |
| 60 m        | 2009, 2010, 2011       |
| 60 m horden | 2005, 2009, 2015, 2016 |

## Persoonlijke records
Outdoor
| Onderdeel    | Prestatie | Datum        | Plaats         |
| ------------ | --------- | ------------ | -------------- |
| 100 m        | 10,46 s   | 16 juli 2011 | Heusden-Zolder |
| 200 m        | 21,09 s   | 20 juli 2012 | Ninove         |
| 110 m horden | 13,62 s   | 18 juli 2009 | Heusden-Zolder |

Indoor
| Onderdeel   | Tijd    | Datum            | Plaats |
| ----------- | ------- | ---------------- | ------ |
| 60 m        | 6,76 s  | 22 februari 2009 | Gent   |
| 200 m       | 21,70 s | 15 februari 2014 | Gent   |
| 50 m horden | 6,62 s  | 10 februari 2009 | Liévin |
| 60 m horden | 7,68 s  | 21 februari 2015 | Gent   |

## Palmares

### 60 m
- 2009:  BK AC indoor - 6,76 s
- 2010:  BK AC indoor - 6,80 s
- 2011:  BK AC indoor - 6,78 s
- 2013:  BK AC indoor - 6,93 s

### 100 m
- 2008:  BK AC - 10,66 s
- 2012:  BK AC - 10,53 s
- 2013:  BK AC - 10,51 s
- 2014:  BK AC - 10,72 s

### 200 m
- 2014:  BK AC indoor - 21,70 s

### 60 m horden
- 2005:  BK AC indoor - 7,71 s
- 2006:  BK AC indoor - 8,07 s
- 2007:  BK AC indoor - 7,88 s
- 2008:  BK AC indoor - 7,87 s
- 2009:  BK AC indoor - 7,81 s
- 2009: 7e EK indoor - 7,74 s
- 2010:  BK AC indoor - 7,70 s
- 2010: 7e in ½ fin. WK indoor - 7,86 s
- 2011:  BK AC indoor - 7,70 s
- 2013:  BK AC indoor - 7,83 s
- 2015:  BK AC indoor - 7,68 s
- 2016:  BK AC indoor - 7,69 s
- 2017:  BK AC indoor - 7,91 s

### 110 m horden
- 2002: series WJK - 14,68 s
- 2003:  BK AC - 14,14 s
- 2004:  BK AC - 13,91 s
- 2006: 5e Europacup - 14,05 s
- 2008:  BK AC - 13,82 s
- 2009:  BK AC - 13,76 s
- 2009: series WK - 14,15 s
- 2009: 8e Memorial Van Damme - 13,79 s
- 2010:  BK AC - 14,12 s
- 2011:  Gouden Spike - 13,80 s
- 2013:  BK AC - 13,84 s
- 2014:  BK AC - 13,85 s
- 2016:  BK AC - 13,68 s (w)

### 4 x 100 m estafette
- 2013:  Jeux de la Francophonie in Nice - 39,58 s